# Clotilde Rullaud
Clotilde (Rullaud) [kloːtildəʼ ʁʏːlɔ], née le 1er mars 1978 à Reims, est directrice artistique, chanteuse et vocaliste, flûtiste, compositrice, auteure, réalisatrice, productrice et pédagogue.

## Biographie

### Formation
Dès la petite enfance, Clotilde s’initie aux arts vivants via la musique, le théâtre et la danse. Après un parcours au conservatoire en flûte traversière, elle complète sa formation en jazz et musiques improvisées à l’IACP (Paris) puis à l’EDIM (Cachan) et découvre le chant lyrique avec le chanteur ténor Peterson Cowan.
Son identité musicale se développe au travers de ses séjours à l’étranger (Balkans, Irlande, Liban, États-Unis). Elle se forme aux techniques vocales étendues inspirées de Meredith Monk et s’initie auprès de maîtres aux techniques vocales du monde : fado, tango, musique tsigane, musique turque, chant persan, chants de gorge inuit, et voix bulgares.

### Parcours
Elle a enregistré trois albums en tant que vocaliste et flûtiste. Elle est également productrice et réalisatrice de courts métrages de création et auteure et directrice artistique de spectacles pluridisciplinaires.
Sa carrière internationale de musicienne l’a conduite à se produire en Allemagne, en Australie, au Burkina Faso, en Chine, en Corée, en France, au Japon, au Luxembourg, aux Pays-Bas, en Suisse, à Taïwan, au Royaume-Uni et aux États-Unis, avec un répertoire entre jazz, musiques improvisées et musiques traditionnelles.
Pédagogue, elle enseigne notamment depuis 2007 au sein de l’école de Martina A. Catella Les Glotte-Trotters à Paris et anime des stages au festival Les Suds à Arles et aux Ateliers d'ethnomusicologie (ADEM) à Genève.

## Créations

### En tant que porteuse de projet, directrice artistique et artiste pluridisciplinaire
2021 - XXY, poésie polyphonique pour 5 musicien.ne.s, 5 danseurs et 1 film. Auteure, directrice artistique, vidéaste, chanteuse, flûtiste avec Grégory Dargent aux compositions et Mehdi Diouri et Céline Tringali aux chorégraphies.
2018 - XXY [ɛks/ɛks/wʌɪ], film “transgenre” et “poétique” mêlant danse, musique, chant et arts visuels. Auteure, réalisatrice, monteuse, co-compositrice, arrangeuse, flûtiste et vocaliste aux côtés de 30 artistes : compositeur.rice.s, musicien.ne.s, danseur.se.s, plasticien.
2011 - In Extremis, album de compositions et de reprises. Vocaliste, flûtiste, auteure-compositrice avec Olivier Hutman au piano et compositions, Dano Haider à la guitare 7 cordes et compositions et Antoine Paganotti à la batterie.
2007 - Live aux 7 Lézards, album de reprises de chansons pop et de standards de jazz. Chanteuse en duo avec le guitariste Hugo Lippi.
2003 - Monsieur Jazz, spectacle pluridisciplinaire. Chanteuse, danseuse, conteuse et co-auteure avec Sophie Alour au saxophone et à la flûte, Jean-Baptiste Laya à la guitare et co-auteur, Jean-Daniel Botta à la contrebasse, Franck Filosa à la batterie et Abderr à la danse.
2002 - Sur la route des Tziganes, spectacle pluridisciplinaire. Chanteuse, danseuse et conteuse co-auteure avec Jean-Baptiste Laya à la guitare et co-auteur, les musiciens du groupe O’Djila et la danseuse Valentina Casula.

### En tant qu’artiste co-leader
2022 - Eastern Spring, hommage à la pop orientale et militante des années 1960-1970. Chanteuse du duo Madeleine & Salomon avec le pianiste Alexandre Saada.
2022 / 2019 - Pieces of a Song, compositions originales, d’après les textes de la poétesse de la Beat Generation, Diane di Prima. Vocaliste, flûtiste, auteure et co-compositrice en duo avec le claviériste new-yorkais Chris McCarthy.
2016 - A woman’s journey, hommage aux « protest singers » américaines. Chanteuse du duo Madeleine & Salomon créé avec le pianiste Alexandre Saada.
2014 - Lofi Improvisation. Free Jazz. Vocaliste et co-compositrice en duo avec le batteur américain Percival Roman.
2013 - Fleurs Invincibles – Invincible Flowers, compositions originales de Tristan Macé sur des textes des poètes américains de la Beat Generation et de ceux des poètes de l’Afrique francophone des années 1940-50. Vocaliste avec Emmanuel Bex (piano), Yann Cléry (flûtes), Laurent Salzard (basse), Gautier Garrigue (batterie) et Tristan Macé (bandonéon et compositions).
2012 - Le diable a froid. Trio jazz contemporain inspiré des musiques Dada. Vocaliste avec Albin Lebossé au cor et Tristan Macé au bandonéon et compositions.

### En tant qu’artiste invitée
2022 - Tribute to Radiohead vol.3, Amnesiac Quartet de Sébastien Paindestre (clavier), chanteuse et flûtiste avec Bruno Schorp (contrebasse) et Antoine Paganotti (batterie, voix)
2022 - Sinople de Gilles Viandier (création sonore)
2013 - La complainte de la Tour Eiffel de Nicolas Rageau (contre-basse), chanteuse avec Alain Jean-Marie (piano) et Philippe Soirat (batterie)
2011 - Bestiaire de Philippe Crab
2009 - Papillons de Paris de Jean-Daniel Botta
2009 - Contretemps de Léonore Boulanger
2007 - La flemme parisienne de Léonore Boulanger

## Récompenses et critiques

### Eastern Spring
- TTTT, Télérama[18] (France)
- 4 étoiles, Jazzmagazine[19] (France)
- Indispensable, Jazz News[20] (France)
- ÉLU, Citizen Jazz[21](France)

Le clip Ma Fatsh Leah, issu de l’album Eastern Spring, a été sélectionné :
- Court métrage coup de cœur au Carrefour du Cinéma d’Animation 2022[22] (France)

### XXY [ɛks/ɛks/wʌɪ]
5 prix et nominations :
- Best Cinematography au Shetown Festival à Détroit (États-Unis)
- Best Emerging Vision au Arts Triangle Festival à Dallas (États-Unis)
- Best Music Video au Paris Short Film Festival (France)
- Nomination pour l'Audience Award à l’Athens Video Dance Project (Grèce)
- Nomination pour le Best Experimental Short au Berlin Motion Picture Festival (Allemagne).

Sélections dans plus de 30 festivals à travers le monde dont International Short Film Festival à Berlin (Allemagne), San Francisco Dance Film Festival (États-Unis), Cine.Dans.Fest (France), Festival Européen du Film Court (France), Berlin Feminist Film Week (Allemagne), Nuit Blanche à Paris (France), Shorts Attack Festival (Allemagne).

### A woman’s journey
- 4 étoiles dans All About Jazz[23] (États-Unis) et Fono Forum[24] (Allemagne)
- Classé dans le Top 25 des albums de février 2018 -  KALX 90.7FM Berkeley radio[25] (États-Unis)
- Classé dans le Top 10 des albums de janvier 2018 - Erin Wolf sur WMSE 91.7 FM[26] (États-Unis)
- Meilleur album 2016 de Nathalie Piolé et Alex Duthil sur France Musique[27] (France)
- Meilleur album 2016 de Jazzmagazine[28] et de CitizenJazz[29] (France)
- Disque de la semaine sur FIP[30] (France)
- TTT, Télérama sortir[31] (France)
- CHOC, Jazzmagazine[28] (France)
- Indispensable, JazzNews[32] (France)
- ELU, Citizenjazz[33] (France)
- Sélection Jazz de Libération[34] (France)
- « Oui on aime », Culturejazz[35] (France)
- Album Jazz de l’été, Les Inrocks[36] (France)

### In Extremis
- 5e au classement Jazz annuel ‘NPR Annual Jazz Critics Poll 2013′ – catégorie ‘Debut album’[37] (États-Unis)
- Entrée en 5e position semaine 1300 des CMJ charts, mai 2013[38] (États-Unis)
- Sélection parmi les meilleurs albums jazz 2013, par JazzPage[39] (Japon)
- Classé 5e meilleur album de Jazz en 2011 par The Sunday Times[40] (Royaume-Uni)
- Sélectionné parmi les 10 meilleurs albums de Jazz en 2011 par Jacques Chesnel dans Citizen Jazz[41] et Guy Sitruk de Jazz À Paris[42] (France)
- Disque de la semaine sur FIP[43] (France)
- TT dans Télérama[31] (France)

### Live au 7 lézards
- 3 étoiles dans Jazzman[44] (France)